# Adam von Podewils (Regierungsrat)
Adam von Podewils (* 18. Mai 1617 in Vorwerk bei Demmin; † 30. Juli 1697 in Krangen) war ein brandenburgischer Geheimer Staatsrat, pommerscher Regierungsrat und Kammerpräsident, Schlosshauptmann von Hinterpommern und Domdechant von Kolberg. Er war Erbherr auf Krangen, Wusterwitz, Wintershagen, Jannewitz und Suckow. Sein prunkvoller Sarkophag kann heute noch in der Kapelle zu Krangen (Krag) in der Krypta hinter dem Altar besichtigt werden.
Adam von Podewils entstammte dem namhaften, in Pommern schlossgesessenen Adelsgeschlecht derer von Podewils. Seine Eltern waren der königlich dänische Rat, Landvogt, sowie Erbherr auf Krangen und Haus Demmin Joachim von Podewils (1577–1616) und die Margaretha von Ramel a.d.H. Wusterwitz, Tochter des dänischen Kanzlers und Hofmeisters Heinrich von Ramel († 1610).
Seine älteren Brüder waren der königlich schwedische Oberst, Landrat in Vorpommern und Erbherr auf Demmin, Felix von Podewils (1611–1686) von dem die bis in die Gegenwart blühende württembergische Freiherrliche Linie Leinstetten abstammt, der hannoversche Generalfeldzeugmeister, Geheime Kriegsrat und Gouverneur von Hannover, Heinrich von Podewils (1615–1696) und der kurfürstlich brandenburgische Landrat und Erbherr auf Krangen, Zirchow und Kummerow Gerd von Podewils (1616–1676).
Adam von Podewils war mit Clara von Zitzewitz aus dem Hause Varzin (1626–1704) verheiratet. Sie war die Tochter von Jürgen von Zitzewitz (1598–1652), kurfürstlich-brandenburgischem und herzoglich-croyschem Rat, und der Auguste von Zitzewitz aus dem Hause Budow.
Aus der Ehe gingen zwei Töchter und vier Söhne hervor:
- Anna (1645–1684) ⚭ Hauptmann und Burgrichter zu Belgard Otto Casimir von Glasenapp (1642–1710, siehe im Ortsartikel Balfanz)
- Joachim (1646–1676) kurfürstlich brandenburgische Kammerjunker und hinterpommersche Regierungsrat
- Ernst Bogislaw (1651–1718) kurfürstlich hannoverscher Oberst ⚭ Barbara Katharina von Dewitz (1667–1742), Tochter des Generalleutnant Joachim Balthasar von Dewitz (1636–1699)
- Kasper Otto (1653–1719) königlich preußischer Amtshauptmann von Altstadt und Domdechant von Kolberg ⚭ Barbara Sophie von Stojentin (1655–1719)
- Friedrich Wilhelm († 1709)
- Louisa (1657–1686) ⚭ Generalmajor Hans Heinrich von Schlabrendorf (1646–1692)

Die durch Adam von Podewils gestiftete Linie ist erloschen. Dazu gehörten auch seine Enkel, die Brüder Heinrich von Podewils (1696–1760), königlich preußischer wirklicher Geheimer Staatsminister, Adam Joachim von Podewils (1697–1764), königlich preußischer Generalmajor im Kürassier-Regiment Markgraf Friedrich und Otto Friedrich Christoph von Podewils (1702–1760), Erbherr auf Wussow, die am 6. November 1741 in Breslau in den preußischen Grafenstand gehoben wurden. Zu Adams Urenkeln gehörte der außerordentliche Gesandte in Wien Otto Christoph von Podewils (1719–1781).